# Río Sogamoso
Le río Sogamoso est une rivière de Colombie et un affluent du río Magdalena.

## Géographie
Le río Sogamoso prend sa source sur le versant ouest de la cordillère Orientale, dans le département de Santander, où il est issu de la confluence des ríos Chicamocha et Suárez. Il coule ensuite vers le nord-ouest avant de rejoindre le río Magdalena à la limite avec le département d'Antioquia, un peu en aval de la ville de Barrancabermeja.

## Aménagements
Un barrage, le barrage de Sogamoso, est actuellement en construction[réf. nécessaire] près de Bucaramanga.